# Vlhkost kompostu
Vlhkost kompostu je jedna z důležitých podmínek kompostování. Bez dostatečné vlhkosti materiálu určeného ke kompostování dochází ke zpomalení až zastavení celého procesu, k tzv. fyzikální stabilizaci. Optimální vlhkost kompostu záleží na struktuře kompostovaného materiálu, protože při kompostování je krom dostatečného množství vody nutné zajistit také dostatečné množství pórů vyplněných vzduchem, aby proces probíhal za požadovaných aerobních podmínek. Optimální vlhkost leží obvykle v rozmezí 40–60 %.
V praxi se ke stanovení správné vlhkosti často používá orientační zkouška stanovení vlhkosti. Ta spočívá v odebrání substrátu rukou, nejlépe v pryžové rukavici a jeho silném zmáčknutím prsty. Při optimální vlhkosti se nesmí mezi prsty objevit kapičky vody a po uvolnění tlaku prstů se nesmí substrát rozpadnout, smáčknutý substrát zůstane soudržný.